# John Tinsley Oden
Pour les articles homonymes, voir Oden (homonymie).
John Tinsley Oden, né le 25 décembre 1936 et mort le 27 août 2023, est un mathématicien américain connu pour ses travaux en physique mathématique dans le domaine du calcul des structures, en particulier pour ses travaux fondateurs sur les éléments finis.

## Biographie
Après un baccalauréat universitaire en ingénierie civile à l'Université d'État de Louisiane en 1959, Oden obtient un PhD à l'Université d'État de l'Oklahoma en 1962 sous la direction de Jan Tuma.
Il enseigne à l'université d'Ohlahoma puis rejoint l'Université de l'Alabama à Huntsville où il dirige le Department of Engineering Mechanics.
En 1973 il rejoint l'Université du Texas à Austin comme professeur en mathématiques, en calcul scientifique, en ingénierie mécanique et spatiale. Il occupe les chaires Cockrell Family Regents en ingénierie et Peter O'Donnell en calcul scientifique.
Il fonde l'Institute for Computational Engineering and Sciences (en) en 2003. Cet institut qui porte aujourd'hui son nom est la suite du Texas Institute for Computational and Applied Mathematics qu'il dirigeait jusque là.

## Travaux
Une grande partie de ses travaux est consacrée aux éléments finis dans le domaine de la mécanique et des écoulements, domaine dans lequel il est un précurseur. Il a également travaillé sur les problèmes de calcul en mécanique non linéaire et sur les systèmes dynamiques.

## Distinctions
- Médaille Eringen de la société des sciences de l'ingénieur (États-Unis) (1989).
- Médaille Worcester Reed Warner (en) de l'American Society of Mechanical Engineers (1990).
- Médaille Theodore-von-Kármán (1992).
- Médaille Gauss-Newton de l'International Association for Computational Mechanics (1994)[4].
- Médaille Timoshenko (1996).
- Prix Computational Science and Engineering de la Society for Industrial and Applied Mathematics (SIAM) et de l' Association for Computing Machinery (ACM) (2011)[5].
- Prix Honda de la Honda Foundation (2013)[6].
- Chevalier des Palmes Académiques.
- Membre de l'Académie nationale d'ingénierie des États-Unis.
- Membre honoraire de l'American Society of Mechanical Engineers.
- Fellow de l'Académie américaine des arts et des sciences.
- Fellow, membre fondateur et premier président de l'Association for Computational Mechanics (ACM).
- Fellow, membre fondateur et président de l'International Association for Computational Mechanics (IACM).
- Fellow et président de l'American Academy of Mechanics (AAM).
- Fellow et président de la Society of Engineering Science (SES).
- Fellow des associations suivantes : ASME, ASCE et SIAM.
- l' Association for Computing Machinery a fondé une médaille J. Tinsley Oden (2012).
- l'Institute for Computational Engineering and Sciences (en) a été renommé Oden Institute.

## Ouvrages
- (en) J. Tinsley Oden, Finite Elements of Nonlinear Continua, Dover Publications, 2006, 432 p. (ISBN 978-0-486-44973-9, lire en ligne)
- (en) J. T. Oden et J. N. Reddy, An Introduction to the Mathematical Theory of Finite Elements, John Wiley & Sons, 1976
- (en) J. Tinsley Oden, Applied Functional Analysis : A First Course for Students of Mechanics and Engineering Science, Prentice Hall, 1979 (ISBN 978-0-13-040162-5)
- (en) J. T. Oden et E. A. Ripperger, Mechanics of Elastic Structures, McGraw-Hill, 1981 (ISBN 978-0-07-047507-6)
- (en) J. T. Oden, Eric B. Becker et Graham F. Carey, Finite Elements an Introduction, vol. 1, Prentice Hall, 1981 (ISBN 978-0-13-317057-3)
- (en) Mark Ainsworth et J. Tinsley Oden, A posteriori Error Estimation in Finite Element Analysis, New York, Wiley-Interscience, 2000, 240 p. (ISBN 0-471-29411-X, lire en ligne)